# Стойберг, Ингер
Ингер Стойберг (дат. Inger Støjberg; род. 16 марта 1973, Ерк, Центральная Ютландия) — датская писательница, журналистка, политический и государственный деятель. Лидер и основатель партии Датские демократы с 2022 года. В прошлом — министр по вопросам гендерного равенства (2009—2010), министр занятости (2009—2011),  министр иммиграции, интеграции и жилищного строительства (2015—2016), министр иммиграции и интеграции (2016—2019), депутат фолькетинга (2001—2021).

## Биография

### Ранняя жизнь
Ингер Стойберг родилась 16 марта 1973 года в Центральной Ютландии, в семье фермера Матиаса Стойберга (Mathias Støjberg) и Гудрун Стойберг (Gudrun Støjberg).
В 1993 году она окончила гимназию Морсё. В 1995 году окончила один год высшей коммерческой квалификации Бизнес-школы Виборга в Виборге. В 1999 году окончила Информационную академию Бизнес-школы Виборга. В 2013 году Стойберг получила степень магистра делового администрирования Университета Ольборга.
В 1999—2001 годах — редактор в газете Viborg Bladet, в 2000—2001 годах была журналистом-фрилансером в Støjberg Kommunikation.

### Карьера
Стойберг впервые была избрана на должность члена городского совета мэрии Виборга в 1994 году. Занимала эту должность до 2002 года. Кроме того, она работала директором Liberable Oplysnings Forbund (LOF) с 1996 по 1999 год.
В 1999—2005 годах была кандидатом от Венстре в округе Морсё, в 2005—2021 годах — в округе Скиве. По результатам парламентских выборов 2001 года впервые избрана в датский парламент от партии Венстре в округе Виборг. С 13 ноября 2007 года по 4 апреля 2021 года представляла от партии Венстре избирательный округ Западной Ютландии. С 5 февраля по 21 декабря 2021 года — независимый депутат.
С 21 января 2002 по 18 марта 2005 года — член Парламентской ассамблеи Совета Европы  (ПАСЕ).
С 2005 года Стойберг является членом руководства партии Венстре. С 2005 по 2007 год она была председателем парламентской фракции Венстре. С 2007 по 2009 год, а также в 2014—2015 годах Стойберг была пресс-секретарём партии Венстре. С 21 сентября 2019 по 29 декабря 2020 года — заместитель председателя партии Венстре.
После того, как глава правительства Андерс Фог Расмуссен перешел на новую должность в НАТО, 7 апреля 2009 года Ингер Стойберг стала министром занятости и одновременно министром гендерного равенства в первом правительстве Ларса Лёкке Расмуссен. После перестановки в правительстве 23 февраля 2010 года Стойберг осталась министром занятости, занимала должность до 3 октября 2011 года.
28 июня 2015 года назначена министром иммиграции, интеграции и жилого строительства Дании во втором правительстве Ларса Лёкке Расмуссена. При формировании третьего правительства Ларса Лёкке Расмуссена 28 ноября 2016 года вопросы жилого строительства переданы новому Министерству транспорта, общественных работ и жилищного строительства Дании, Стойберг вступила в должность министра иммиграции и интеграции Дании, занимала эту должность до 27 июня 2019 года. Выступала за ужесточение иммиграционной политики. В 2018 году неодозначно было воспринято её заявление о том, что мусульмане, которые соблюдают пост в Рамадан, должны при этом не работать, так как их голодание может привести к опасным последствиям.
В октябре 2020 года Стойберг выступила с критикой движения #MeToo и обвинений мужчин в сексуальном насилии. Председатель партии Венстре Якоб Эллеманн-Енсен раскритиковал Стойберг за то, что она пошла против выбранной им линии. 29 декабря Стойберг ушла с поста заместителя председателя.
2 февраля 2021 года депутаты фолькетинга голосовали по делу Суда по вопросам отстранения от должности против Стойберг по делу о незаконном раздельном проживании семей, ищущих убежища. В голосовании приняли участие 171 депутат: 141 проголосовал за, 30 — против. Решение поддержали Социал-демократы, часть депутатов Венстре, Радикальная Венстре, Социалистическая народная партия, Красно-зелёная коалиция, Консервативная народная партия. Стойберг поддержали часть депутатов Венстре, Датская народная партия, Новые правые.
13 декабря 2021 года Суд по вопросам отстранения от должности (Rigsretten) приговорил её к двум месяцам ограничения свободы по обвинению в должностном правонарушении, которым было признано разделение 23 пар, обратившихся к Дании за предоставлением убежища, в которых жёны были несовершеннолетними. Её адвокаты настаивали, что это было единственным способом борьбы с принудительными браками, в которые заставляли вступать несовершеннолетних девушек. 25 из 26 судей согласились осудить Стойберг. 21 декабря депутаты фолькетинга исключили Стойберг, 98 депутатов проголосовали за, 18 — против.
После исключения из парламента Стойберг стала колумнистом в газете Ekstra Bladet и вела своё шоу Hvor er du nu? на телеканале dk4.
С конца марта по конец мая Стойберг отбыла 60 дней ограничения свободы. Она носила ножной электронный браслет.
23 июня 2022 года объявила об основании партии Датские демократы (Danmarksdemokraterne – Inger Støjberg). Название новой партии ранее утвердила Избирательная комиссия Дании.